# Joaquim Grífol i Puig
Joaquim Grífol i Puig (Badalona, 5 de desembre del 1912 - Badalona 9 de novembre del 2001) va ser un actor, prosista, poeta, autor de teatre i compositor català, promotor de l'escena teatral badalonina.

## Biografia
Estudià a l'Escola Municipal de Música de Badalona amb els mestres Jaume Costa i Francesc Solà, i posteriorment feu harmonia i composició amb Anastasi Niubó.
Seguint les petjades del seu admirat Enric Borràs, tingué una companyia pròpia de teatre "amateur", que estigué molt activa en la dècada del 1950 (a la temporada 1954-1955 arribà a muntar quaranta obres diferents), i amb la qual representà anualment des del 1945 i fins al 1960, els Pastorets a Badalona. La companyia Joaquim Grífol també participà -entre el 1954 i el 1959- en els concursos de teatre que convocà l'ajuntament badaloní, i quedà segona a les edicions de 1954 (amb l'obra pròpia Primavera i tardor) i a la de 1955 (amb Escuadra hacia la muerte, d'Alfonso Sastre). Grífol, a banda de les actuacions amb la companyia del seu nom, intervingué també en els concursos del 1961, 1963 i 1964 com a director de l'elenc de l'Orfeó Badaloní, entitat que arribaria a presidir.
Dirigí i actuà a un gran nombre de clàssics del teatre català, com Terra baixa fent de Manelic, o La filla del mar, i trepitjà escenaris d'arreu de Catalunya i a Andorra, el Teatre Fortuny de Reus, els Teatre Romea, CAPSA i Victòria de Barcelona, el Círculo Artístico Español de Badalona, entre molts d'altres. Se'l vinculà especialment a La Passió del Cercle Catòlic de Badalona, de la qual hom n'hi atribueix 107 representacions i de la què en va escriure una versió pròpia, que s'ha representat modernament. Igualment, protagonitzà el curtmetratge Records d'una ciutat en festes (Agustí Argelich, 1974)
En l'àmbit de la creació literària
conreà diversos camps: publicà escrits a les revistes locals Sempre Avant, La Veu de Cabrils, Revista de Badalona i l'Eco Badalonés; fou autor d'un gran nombre d'obres teatrals, com Primavera i tardor (1947), La forastera del llac (1968), Carrer de Sant Josep (1973), Llevantina, La marxa nupcial del senyor Quimet, de les quals foren traduïdes al castellà L'eterna joventut, Allò que les campanes saben, i La ciudad decidida; i també escriví poesies, que aplegà en dos reculls impresos: 50 anys de poesia i Càntics al meu carrer (1995) i Segon llibre de poesies (1999)
La imatge polifacètica de Joaquim Grífol es mostrà també en la seva aportació com a compositor, amb una setantena de sardanes, que s'iniciaren amb Anna Maria (la primera, del 1942) i Els gegants de Badalona (1943), i que es continuaren en un posterior i molt fecund període creatiu entre els anys 1976 i 1995.
A l'any 2000 va ser distingit amb la primera "Guineueta d'Honor" que concediren els "Amics del Teatre Zorrilla" de Badalona. El seu fons personal
es conserva a l'Arxiu Històric de la Ciutat de Badalona.

## Publicacions
- A Emili Vendrell Poema, enregistrat[disc 1]
- 50 anys de poesia i Càntics al meu carrer i costums del meu poble.  Badalona: Joaquim Grífol, 1995.
- La forastera del llac. Episodi en dues parts.  Barcelona: Millà, 1970.
- La marxa nupcial del senyor Quimet.  Premià de Mar: Joaquim Grífol, 1999.
- Primavera i tardor. Comèdia catalana en tres actes i en vers.  Barcelona: Millà, 1953. Estrenada el 1947.
- Segon llibre de poesies.  Premià de Mar: Joaquim Grífol, 1999.
- Articles a Revista de Badalona:  L'Enric Borràs a Badalona... [núm. 1836 (agost 1976)].  Recordant la Festa Major de... [núm. 1936 (agost 1977)].  De tots colors... i encara més [núm. 2188 (28 de maig de 1980)].  Unes dades per a la història del teatre badaloní [núm. extraordinari 40è. aniversari (1981)].  Jaume Sancho i Llopart [núm. 2421 (gener 1983)].

## Obres musicals
- L'eterna joventut, teatre musicat

### Sardanes
selecció
- L'aplec de Premià (1985) Enregistrada[disc 2]
- Enyorats pares (1983)
- Laura encisera (1979)
- El meu germà i jo
- El nostre Jordi (1976)
- Sardanes a la Rambla (1981) Enregistrada[disc 3]

### Enregistraments
1. ↑   A Emili Vendrell.  Barcelona: Belter, 1963.  Recitat, per Emili Vendrell.
2. ↑  Cobla Marinada. Unint mans, sempre!.  Barcelona: Audiovisuals de Sarrià, 2014.
3. ↑  Els Montgrins. Badalona Sardanista.  Barcelona: Auvi, 1982.
( «Reproducció de Sardanes a la Rambla i breus apunts biogràfics d'en Joaquim Grífol a:». Ràdio Palamós - La Dansa Catalana, programa 369, 01-12-2012.